# Eresia quintilla
Eresia quintilla är en fjärilsart som beskrevs av William Chapman Hewitson 1872. Eresia quintilla ingår i släktet Eresia och familjen praktfjärilar. Inga underarter finns listade i Catalogue of Life.